# La squadra (serie televisiva)
La squadra è stata una serie televisiva italiana, trasmessa in prima visione su Raitre dal 3 marzo 2000 al 5 dicembre 2007.
La serie è ambientata nell'immaginario "commissariato Sant'Andrea" del quartiere Piscinola di Napoli, in Campania. È composta da otto stagioni, per un totale di 221 episodi della durata di 100 minuti ciascuno.

## Episodi
| Stagione         | Episodi | Prima TV  |
| ---------------- | ------- | --------- |
| Prima stagione   | 26      | 2000-2001 |
| Seconda stagione | 26      | 2001      |
| Terza stagione   | 39      | 2001-2003 |
| Quarta stagione  | 26      | 2003-2004 |
| Quinta stagione  | 22      | 2004-2005 |
| Sesta stagione   | 30      | 2005      |
| Settima stagione | 26      | 2006      |
| Ottava stagione  | 26      | 2007      |

## Personaggi

### Personaggi principali
- L'ispettore superiore Pietro Guerra (Massimo Bonetti) (stagioni 1-8)[2] è il fulcro di tutta la squadra. Presente fin dal primo episodio, è a capo dell'Ufficio Investigativo. Romano, è sposato, con due figli, ma fin dalla prima stagione viene lasciato dalla moglie perché ha sacrificato la famiglia per il lavoro. Nonostante tutto farà il possibile per essere un buon padre, anche se i figli dovranno trasferirsi a Firenze con la madre ed il suo nuovo compagno. Ha un grande rapporto di amicizia con Sergio Amato e con Valerio Cafasso (quest'ultimo lo considera un figlio). Ha avuto un'intensa storia con Elena Baroni, ma è stato poi costretto ad arrestarla per l'omicidio dell'assassino del padre di Elena. Dopo una lunga ed altalenante storia con una giovane giornalista, Donatella Nazzaro, è con Elena che si rimetterà insieme dopo che questa ha scontato la pena. Onesto e leale, Pietro è un poliziotto dalle indiscutibili qualità professionali, gode di assoluta stima da parte di tutto il commissariato. Morirà assassinato nell'ultima puntata dell'ottava serie e con la sua morte si porrà definitivamente fine all'avventura della Squadra. Il commissariato Sant'Andrea verrà smantellato per essere sostituito da un ufficio amministrativo.
- Il vice questore (in seguito questore vicario) Valerio Cafasso (Renato Carpentieri) (stagioni 1-8) è il dirigenge e la guida per tutto il commissariato. Suo grande amico è Pietro Guerra. Quando sarà costretto ad indagare su presunte collusioni mafiose del suo amico questo danneggerà il loro rapporto (in cui Valerio tentò di convincere Piero al trasferimento), ma successivamente la loro amicizia verrà ancor più rinsaldata. Durante la terza serie viene colto da infarto e lascia il commissariato per alcuni mesi per sottoporsi ad un intervento di angioplastica. Costretto al trasferimento al commissariato Bellini per stanare la talpa che ha portato alla morte della De Luca, lascerà un vuoto mal interpretato tra i suoi fedeli colleghi. Sposato con Marta, e padre di due figlie, si separerà dalla moglie per rimettersi con la sua ex fidanzata del liceo Sophie Rossini, suo punto fermo anche quando sarà alla ricerca di Rosa, la figlia scomparsa in Tunisia che vede morire il compagno. A metà della sesta serie due indagini su un traffico internazionale di droga e un mercato di sostanze dopanti, fallite dal commissariato, gettano su di esso l'ombra dell'esistenza di una talpa. Il procuratore Geraci sospetta proprio di Cafasso, avviando un'indagine a suo carico ordinando a Pietro di condurla, nonostante il rimorso di quest'ultimo. Si scoprirà poi dopo un complicato intreccio, che era stato incastrato da Cesare Sozio, un affiliato camorrista da lui arrestato cinque anni prima, il quale una volta tornato in libertà lo aveva aiutato nel ritrovamento di Rosa, per poi attuare il suo piano servendosi dell'agente Michelangelo Troisi, il cui doppio gioco viene scoperto da Sciacca e Pettenella. Cafasso comunica la chiusura del commissariato Sant'Andrea nell'episodio finale della serie.
- Il capo delle volanti sovrintendente, poi ispettore capo Antonio Ramaglia (Mario Porfito) (stagioni 1-8) è come un padre, preciso, attento e premuroso. Sincero e amichevole, è stimato da tutti per la sua affabilità. Sceglie la Squadra Volanti per stare più tempo con la famiglia, e supera tutti i problemi (rinunciare ad una casa non a norma, i debiti, ecc.) in nome dell'onestà, e dell'amore per la sua Napoli. Sente il commissariato come una famiglia, e patisce più di tutti il trasferimento di Cafasso. Ferito durante un inseguimento con un furgone blindato, per un po' di tempo soffrirà di amnesia, ma poi si ristabilirà del tutto e riprenderà il suo posto. Il suo matrimonio con Marisa è inizialmente tormentato dal fatto che per anni non sono riusciti ad avere figli, ma all'inizio della seconda serie diventeranno genitori di ben tre gemelli; successivamente accetta malvolentieri l'incarico offertogli da Cafasso di passare all'investigativa, ma i turni massacranti lo costringono ad essere poco presente verso la famiglia, e ciò lo porta ad attraversare un momento di crisi matrimoniale, superato il quale deciderà, all'inizio della quarta stagione, di tornare a capo delle volanti.
- L'ispettore Walter Battiston (Federico Tocci) (stagioni 3-8) viene trasferito da Treviso a Napoli, con moglie e figlia. Viene nominato a capo delle Volanti dopo il passaggio dell'ispettore Ramaglia prima nell'ufficio di Polizia amministrativa e poi all'ufficio dell'Investigativa, ma accetta con umiltà di cedere il posto di comando a Ramaglia quando quest'ultimo sceglierà di tornare alla Squadra Mobile. Sfortunato con le donne, prenderà una sbandata per la collega Silvia Esposito con cui lavorerà sotto copertura, e poi avrà una relazione extraconiugale con Paola Criscuolo. Aiutato da Russo a trovare lo stupratore della moglie, la perderà comunque. Per un breve periodo s'infiltra nel carcere per conquistare fiducia di un criminale appena arrestato per indagare sul traffico di rifiuti tossici.  S'innamorerà poi della compagna del suo informatore, e alla fine di Mara, sorella di Sciacca, con cui si trasferirà a Trento, da dove sarà poi nuovamente trasferito per tornare a Napoli, al commissariato Spaccanapoli.
- L'agente, in seguito vice sovrintendente Fabrizio Nava (Giovanni Guidelli) (stagioni 1-3) è uno dei poliziotti più in gamba del gruppo, considerato il miglior autista del commissariato. Per lungo tempo è fidanzato con la collega Laura Onorato. Infiltrato nei panni di un sacerdote, risulterà determinante nella cattura del boss Santarcangelo, anche se ciò gli costerà la vendetta della figlia Carlotta, la quale gli spara, mandandolo in coma, ma successivamente verrà assalita dai sensi di colpa, in quanto segretamente innamorata di Fabrizio, e accetterà di diventare collaboratrice di giustizia; durante la terza stagione vi sarà una relazione sentimentale tra i due, decisamente osteggiata dai colleghi, la quale si chiuderà tragicamente con l'uccisione di Carlotta ad opera del latitante Franco Assomma (per impedirle di testimoniare in un processo contro di lui e suo fratello Nino). Fabrizio deciderà di farsi giustizia da solo dando la caccia ad Assomma per vendicarla, e lo affronterà in uno spettacolare duello all'interno dell'anfiteatro Flavio di Pozzuoli. Fabrizio riuscirà a catturarlo e a seguito di tale episodio verrà sospeso dal servizio, per poi, una volta reintegrato, dimettersi.
- Il sovrintendente Salvatore Sciacca (Tony Sperandeo) (stagioni 5-8) è il classico segugio solitario. Il boss Paternò anni prima aveva ucciso il commissario Lo Faro e due suoi colleghi della scorta, e gettato addosso l'ombra di collusione mafiosa, poiché rimane l'unico superstite dell'attentato. Trasferito a Napoli, si trova a dover occupare il posto di Amato, appena morto. I colleghi dapprima lo vedranno come un rimpiazzo, ma poi diventeranno suoi alleati nel catturare Paternò, che uccide la sua fiamma Silvia, e alla fine è lo stesso Sciacca a colpire a morte il boss. Affronterà poi il senso di colpa per la morte della De Luca (che giudicava ancora non pronta per infiltrarsi nel clan Ruotolo), e la rabbia verso i colleghi (che, non ascoltandolo, hanno mandato avanti lo stesso l'operazione). In seguito lo raggiungeranno la sorella Mara e il nipote, scappati dalla Sicilia. Alla chiusura del Sant'Andrea sarà trasferito al commissariato Spaccanapoli, dove ritroverà i colleghi Battiston e Silla.
- Il commissario capo Regina Orlando (Gea Lionello) (stagioni 2-3) è un integerrimo funzionario tutto d'un pezzo; inviata al S.Andrea dal Questore, di cui gode la stima, per controllare sistemi e procedure adottati al commissariato e ritenuti non proprio ortodossi, invia a quest'ultimo un rapporto negativo sul dirigente Cafasso, salvo poi pentirsi e ritirare tutto. Infatti, dopo una iniziale diffidenza e numerosi screzi un po' con tutti, in particolare con Guerra e Amato, acquisterà man mano stima e fiducia, affezionandosi anche all'ambiente. Il suo passato è burrascoso, in quanto è stata fin da piccola allevata in un orfanotrofio; per anni è stata legata sentimentalmente al dirigente della direzione centrale di Polizia di Stato Guido Gherardi, al quale per aver agito di impulso durante la cattura di alcuni malviventi, aveva provocato il ferimento ad una gamba, cosa che lo ha reso claudicante. Stringerà amicizia col sovrintendente Laura Onorato (unica persona da cui si fa dare del “tu”), che le salverà la vita in un'azione, rimettendoci la propria vista. Alla fine, dopo un rapporto inizialmente burrascoso con il commissario Francesco Di Marte, un collega della DIA, resterà incinta e lascerà il Sant'Andrea venendo sostituita da Giorgio Pettenella.
- Il commissario capo, in seguito vice questore Giorgio Pettenella (Massimo Wertmüller) è un cinico arrivista senza scrupoli che, nonostante le sue ottime doti da poliziotto, tende sempre a prendersi i meriti degli altri, abusando spesso del suo importante grado. Viene trasferito al Sant'Andrea, durante la terza serie, mentre a Castellammare di Stabia stava indagando su un faccendiere potente di nome Alessio Giardini. Dapprima così odioso, diventerà parte integrante nel cuore della squadra, soprattutto grazie al suo coraggio, che dimostrerà salvando la vita a Pietro e prendendosi un proiettile destinato a lui da parte di Stefano Rossetti (trafficante di rifiuti tossici e mandante di alcuni omicidi). Da sposato ha avuto una relazione sentimentale con la Veneziani. Resta al commissariato fino a che non smette di sentire famigliare l'ambiente, ossia dopo la morte della De Luca, il trasferimento immotivato di Cafasso, e la relazione della ex-compagna con Ferro. Dopo un trasferimento a Latina, si rimetterà insieme alla Veneziani, tornando al commissariato come vicequestore.
- Il perito capo della scientifica Nicoletta Veneziani (Chiara Salerno) è disponibile, decisa, e sempre indaffarata. Solitaria, ha tentato di avere in affidamento un piccolo romeno, Cosmin, ma non vi è riuscita. Suo grande amico è Mari. Ha avuto una storia con Pettenella (con il quale alla fine tornerà insieme), e con il giovane Ferro.
- Il medico legale Moreno Mari (Vincenzo Failla) è il coroner del Sant'Andrea. Simpatico, affidabile e preciso, è innamorato della Veneziani, sua grande amica. Abituato alla morte (ed ai cadaveri), sceglie il suo lavoro poiché spaventato dalla responsabilità del "salvare la vita". È anche un appassionato musicista jazz.
- L'agente al centralino Alfio Donati (Giovanni Rienzo) è il responsabile all'accettazione del commissariato. Buono ed ingenuo, preferisce stare alla scrivania che in prima linea, poiché non regge il peso della pistola (prova un terribile rimorso quando ferisce un giovane criminale in una tentata rapina). Cura il padre malato di Alzheimer, fino a che non scappa, senza esser più ritrovato, e si emancipa dalla madre, trasferendosi di casa. Sfortunato con le donne, si innamora non ricambiato dell'agente Katia Ricci e della figlia di Cafasso, poi conosce l'animatrice Patty. Con la ragazza avrà una forte e dolce storia d'amore, che culmina presto in matrimonio e con la nascita del loro figlio Giuseppe. Vede Cafasso come un padre. Nell'ottava serie viene promosso agente scelto.
- L'ispettore Silvia Esposito (Alessia Barela) è una donna dal passato duro e doloroso. Vittima di una violenza sessuale, a trent'anni si ritrova madre di una ragazzina di 14 anni, Lisa, con la quale ha un rapporto complicato. Determinata e sempre pronta a sacrificarsi in nome della giustizia, avrà prima un flirt con Battiston durante il periodo da infiltrata nei clan dei Torretta e successivamente una relazione con Russo che non andrà a buon fine. Delusa, lascerà il Sant'Andrea per un prestigioso incarico all'Interpol (precedentemente rifiutato) proposto da Cafasso. In seguito tornerà a collaborare con gli uomini della Squadra per un breve periodo di tempo.
- Il sovrintendente Laura Onorato (Ilaria D'Elia), agente del nucleo Volanti. A lungo fidanzata con il collega Fabrizio Nava, intreccerà poi una relazione con un avvocato. Perde la vista in seguito ad un'operazione, condotta dal commissario Regina Orlando, per salvare una ragazza tenuta ostaggio da due pericolosi criminali. Quindi è costretta a lasciare la polizia per tornare a Padova per essere assistita dai suoi genitori.
- L'agente Angelica Rocco (Ana Valeria Dini), agente delle volanti. 25 anni, caparbia, attiva, è un ottimo agente. Verrà uccisa da un evaso Mimmo Iovine, un affiliato al clan Assomma che stava per uccidere Luciano.
- L'agente scelto Anna De Luca (Anna Foglietta)[3] collabora con la squadra in un caso che coinvolge la mafia orientale. Alla morte di una ragazzina cinese, Liwei, di cui si sentiva responsabile, chiede il trasferimento definitivo. Dopo la morte della sorella Margherita, e la separazione dal marito dopo che lei stessa lo aveva tradito, si getta anima e corpo nella guerra contro il boss Ruotolo, che però la ucciderà.
- L'agente Giulia Spanò (Michela Andreozzi), grintosa e testarda, vive il rapporto col suo superiore Ramaglia come tra padre e figlia, con i relativi battibecchi. S'innamora, ricambiata, di De Pasquale, e quando rischia di perderlo capisce quanto lui sia importante. Incinta, perde il figlio durante un raid camorristico nel commissariato. Accanto a lei in ospedale però vi sarà sempre il compagno Demetrio. Molto affezionata al nonno, riesce a salvarlo da un ospizio lager in cui si era voluto far rinchiudere.
- L'agente Demetrio De Pasquale (Andrea Marrocco) è il tipico "bravo ragazzo". Appassionato di letteratura gialla, vivrà una storia d'amore segreta con la Spanò, e dopo una breve parentesi con Alice, le tornerà accanto. Nelle prime tre serie il suo ruolo è marginale, quasi da comparsa. Viene salvato dalla Spanò mentre sta per essere ucciso dal corrotto collega Troisi.
- Il sovrintendente capo Sergio Amato (Gaetano Amato) è un poliziotto dai modi spicci e pratici. Rude e istintivo, in realtà è un amico fedele e leale, sempre pronto a farsi in quattro per i colleghi. Nonostante possa sembrare perennemente arrabbiato, è un simpaticone e ha sempre la battuta pronta. Non ha peli sulla lingua, e proprio per questo è spesso oggetto di rimproveri e richiami da parte dei superiori, in particolare per l'eccessiva irascibilità che dimostra negli interrogatori, durante i quali talvolta si lascia prendere un po' troppo la mano. Morirà a causa di un'autobomba nel finale della quarta stagione. Nel corso della quinta stagione si scoprirà che dietro la sua morte vi era un'indagine su un traffico di bambini: il suo assassino, Giacomo Bellomo, è arrestato da Pietro Guerra. Divorziato da una donna odiosa e possessiva (Debora) si era poi felicemente risposato con Tania, una ex-prostituta ucraina che per lui era uscita dal giro; la loro storia aveva conosciuto molti problemi, come la sieropositività di Tania e un tradimento commesso da Sergio, ma avevano superato ogni crisi e si apprestavano ad adottare un bambino. Per Tania la morte di Sergio sarà un colpo durissimo.
- L'ispettore Elena Baroni (Cecilia Dazzi)[4] è la figlia del magistrato Riccardo Baroni, e per vendicare la sua morte decide di sacrificare tutta la sua carriera, e soprattutto la sua storia con Pietro, uccidendo l'assassino e viene condannata a 8 anni di carcere. Ma rientra poi nella sua vita quando si trova ad avere delle informazioni scottanti da rivelare, ed è con lui che ritorna, scontata la sua pena. Rimarrà incinta, e piangerà la morte del suo amato.
- L'agente scelto Stefano De Pretis (Luca Venantini)[5] è un giovane poliziotto sempre improntato all'azione. Durante la terza serie l'agente viene accusato dell'omicidio della sua ex amante; la situazione verrà risolta da Alessandra, con la quale intrattiene una relazione, ma proverà molto dolore alla perdita di un bambino prima, e alla morte della compagna poi. Tornato da Milano, si dimostra incosciente e spericolato. Successivamente si innamora di Tania (la vedova del suo amico Sergio) e di conseguenza ricomincia a comportarsi in maniera normale, ma lascerà la polizia dopo aver tentato di aiutare il fratello di Tania latitante. Nell'ultima puntata dell'ottava serie verrà ritrovato ucciso dopo aver chiesto aiuto a Guerra, Sciacca, Battiston e Russo per proteggere dal boss Salvatore Mirante (responsabile della sua morte e, successivamente, di quella di Pietro) Tania e la bambina che avevano adottato nel frattempo.
- L'agente scelto, in seguito ispettore Luciano Russo (Vanni Bramati) inizia mostrando di essere un marito possessivo e violento con la moglie Miriam (Barbara Di Bartolo), che nonostante le botte e i numerosi referti medici non trova la forza per denunciarlo, mascherando con timidezza la sua paura. L'ispettore Edoardo Valle, amico di Luciano scorge in lei questa inquietudine e, intuito il segreto di Miriam, ha una relazione con lei. Alla fine della seconda serie si dipana la storia di questo triangolo che verrà scoperto solo alla fine, quando Miriam deciderà di fuggire a Palermo da una cugina di Edoardo e durante la terza serie l'avvocato di Miriam ricatta luciano costringendolo a concedere la separazione consensuale alla moglie. Da qui Russo diventerà un personaggio sempre più controverso, spesso accusato di essere maschilista e razzista dai colleghi, ma che col tempo conquistira' la fiducia del commissariato grazie alle sue doti di coraggio e lealtà, lasciando poi un bel ricordo quando viene promosso ispettore e trasferito a Roma. Con una vita amorosa movimentata (con una relazione con una ex barista), si dimostrerà un amico in più occasioni (salverà De Pretis dal suicidio, si impegnerà per trovare l'assassino di Amato e per dimostrare l'onestà di Sciacca). Durante la terza serie viene infiltrato col nome di Pasquale Terlizzi all'interno del clan del boss Mimmo Iovine, risultando decisivo per la cattura di quest'ultimo, ma quando Iovine evade, Luciano partecipa inutilmente nelle ricerche, ma si è trovato in pericolo sotto casa della collega Angelica Rocco da parte del camorrista Mimmo Iovine, ma Angelica viene uccisa dal criminale nel tentativo di salvare Luciano, che però viene salvato da Edoardo. Avrà una relazione con la collega Silvia Esposito, ma poi la lascerà convinto di non amarla e per non illuderla che la loro relazione, essenzialmente sessuale, potesse portare ad un matrimonio. Vinto il concorso da isoettore si trasferirà prima a Roma poi a Trani e tornerà nell'ultimo episodio per indagare sulla morte dell'amico Stefano De Pretis.
- L'ispettore Edoardo Valle (Flavio Albanese), esperto in crimologia patologica inviato dal commissariato di Vico Equense per un'indagine su una serie di omicidi, accetta volentieri la proposta di Cafasso di trasferirsi al Sant'Andrea; in un episodio della seconda serie, rimane sconvolto quando il pluriomicida Ferdinando Croce gli rivela il coinvolgimento di suo padre Vittorio nell'assassinio della madre, compiuto dallo stesso Croce circa vent'anni prima. Ha avuto una relazione con Miriam, la moglie di Luciano, e la fa fuggire in Sicilia lontano dal marito. Impegnato a redigere la sua tesi di laurea in psicologia criminale, lascia il Sant'Andrea anche per potersi curare dal tumore al cervello che ha scoperto di avere, probabile conseguenza dei pesanti colpi alla testa ricevuti durante l'ultimo episodio della terza stagione, quando tenta di salvare la sorella di Giacomo Grassi, un enigmista psicopatico che la tiene segregata in una villa, trasfererendosi definitivamente a Milano.
- L'agente Francesco Silla (Gennaro Silvestro) è spinto alla carriera dal padre, meccanico della Polizia, con il quale litigherà per il tradimento della madre. Vivrà un'infatuazione per Margherita, sorella della De Luca, fino alla morte di lei, e si sfogherà con Anna, che l'aveva sempre rifiutata. Ramaglia, affezionato a lui, sbaglierà a non dimostrargli la sua stima. Dopo la chiusura del Sant'Andrea riuscirà ad entrare nella squadra dei Falchi in servizio al commissariato Spaccanapoli, dove ritroverà Walter Battiston e Salvatore Sciacca
- L'agente Laura Rotunno (Ester Botta), con un passato tra delinquenza e tossicodipendenza, entra nella squadra per la sua intraprendenza, e soffrirà molto al passare dall'Investigativa alla Squadra Volante, vedendo il tutto come una "retrocessione". Vivrà una breve storia con l'agente Silla.
- L'agente Simone Ferro (Roberto Zibetti) è un giovane poliziotto cinico e razzista, che viene trasferito a Napoli da Torino, poiché lì aveva avuto una reazione "eccessiva" in un arresto, picchiando a sangue un giovane rom alla guida di un'auto rubata. Prima rinchiuso in Archivio e poi alle Volanti, vivrà una fugace storia con la Veneziani, in seguito si scoprirà essere bisessuale.
- Il vice questore Tiziana Torre (Ines Nobili) sostituisce Cafasso nel corso dell'ultima stagione. Molto decisa, si trova a dirigere un commissariato dove regna ancora lo spirito del suo predecessore. La sua vita personale viene sconvolta con la morte del suo compagno, colpito da ictus: la testardaggine del cognato nega un'operazione pericolosa, a cui lei acconsentirebbe, ma la loro unione di fatto non le permette la decisione; l'uomo non sopravvive. Il cognato riconosce l'errore, ma è troppo tardi.
- L'ispettore Emma Proietti (Alexandra Filotei) è una fedelissima della Torre. Cerca di entrare in sintonia con i membri del Sant'Andrea con alterni risultati. Scopre di avere un problema al cuore, ed a lungo ritarda l'operazione che dovrebbe aiutarla.
- Il magistrato Menale (Ferdinando Maddaloni) è un pubblico ministero sempre pronto a collaborare con gli agenti del commissariato; si trova a vivere un dramma quando il figlio si suicida (per l'assunzione di droghe sintetiche e per la morte di un'amica).

### Personaggi secondari
- Valentina Carnelutti: Rosa Cafasso
- Antonio Iavazzo: ispettore di polizia scientifica Riccardo Alfano
- Fabio Cocifoglia: magistrato PM Zanetti
- Pierluigi Cuomo: avvocato Emanuele Taviani
- Fabio Troiano: Peppe "o'pappagallo"
- Julija Majarčuk: Tania
- Elena Paris: Serena Guerra, ex moglie di Pietro
- Alessandra Borgia: magistrato PM Bonacina
- Saba Anglana: agente Katia Ricci
- Barbara Di Bartolo: Miriam Russo
- Giuseppe Loconsole: agente Ettore De Nicola
- Leonardo De Carmine: agente Paolo Esposito
- Maximilian Nisi: Vito Reale
- Cloris Brosca: Marisa Ramaglia
- Marta Bellocchio: Barbara, moglie dell'ispettore Walter Battiston
- Chiara Baffi: Patty Campitelli, fidanzata e poi moglie dell'agente Alfio Donati
- Federica Bonani: agente Alessia Moretto
- Manuela Ungaro: Donatella Nazzaro
- Antonia Truppo: agente Paola Criscuolo
- Raffaele_Esposito_(attore_1959): Ciro Matarazzo investigatore privato, gran Maestro Malachia
- Carola Stagnaro: vice questore Fiorenza Montesi
- Alberto Basaluzzo: Massimo Lorenzi, ex marito di Anna de Luca
- Antonio Casagrande: Vittorio Valle, padre di Edoardo; ammiraglio Ettore Masone
- Enzo Cannavale: Caianello
- Francesco Pannofino: Peppino Tucci
- Gianni Parisi: Sandro Scano; Otello Cardia
- Fabio Traversa: Giacomo Grassi
- Celeste Brancato: Mara Sciacca
- Manuel Oliva: Rosario, figlio di Mara
- Giuseppe De Rosa: Federico Caruso, barista
- Giovanna Esposito: Bianca Guerra, figlia di Pietro
- Andrea Refuto: Carlo Guerra, figlio di Pietro
- Moira Grassi: Carlotta Santarcangelo
- Massimo Tarducci: commissario Di Marte
- Nicola Farron: Don Mauro
- Manfredi Aliquò: Carlo Acciaro; Ruggero Salza
- Antonella Stefanucci: vedova dell'agente Tommaso De Rosa
- Marina Viro: Letizia Carli
- Antonio Stornaiolo: Filippo de Biasi
- Italo Celoro: Liberti, biscazziere
- Martine Brochard: Sophie Rossini
- Sergio Assisi: Gerry, spacciatore
- Nuccia Fumo: signora Domenica
- Sandro Ghiani: Diego Bellavia
- Roberto Citran: Basile
- Ninetto Davoli: Attilio De Cesari
- Peppe Lanzetta: Cesare Amenta, informatore
- Franco Javarone: Ferdinando Croce
- Mariella Valentini: giudice GIP Veronesi
- Francesca Romana Coluzzi: signora Di Grazia
- Alfredo Angelici: agente Michelangelo Troisi
- Massimo Bulla: dottor Lorenzo Berti
- Tresy Taddei: Margherita Di Bucci, sorella di Anna De Luca
- Salvio Simeoli: Kerim Inzerillo
- Nicola Pistoia: Roberto Capece
- Massimo Sarchielli: Tommaso Liri
- Ugo Fangareggi: Leopoldo Ponzese
- Andrea Tidona: Scirè
- Giacomo Furia: nonno della Spanò
- Miriam Candurro: Alice Lojacono
- Katia Beni: dottoressa Teresa Salibra
- Vittorio Ciorcalo: Setaro, informatore
- Lino Avendola: Vito Scalone
- Paolo Romano: Luigi Moretti
- Enzo Casertano: Luigi Vitelli
- Paolo Paoloni: professor More'
- Corrado Taranto: Ilario Bigi
- Lucio Allocca: Cantamore
- Fabio Ferrari: Cantini
- Luca Ward: Guido Gherardi
- Gaia Zoppi: commissario Livia Palma
- Alessandro Averone: ispettore Enrico Capodacqua
- Zap Mangusta: agente Tommaso De Rosa

### Antagonisti
- Pino Ammendola: Sanniti
- Imma Villa: Maria Coppola
- Turi Catanzaro: Gaetano Santarcangelo
- Tommaso Palladino: Sante Palizzi
- Gigi Savoia: Nicola Jovine
- Lello Serao: Ciro Capuano
- Ninni Bruschetta: Mimmo Iovine
- Mario Opinato: Enzo Tagliaferro
- Gianni Garofalo: Nino Assomma
- Tullio Sorrentino: Franco Assomma
- Cristina Donadio: Rosalba Pintauro
- Francesco Benigno: Carmine Torretta
- Emilio Bonucci: Giacomo Sorvino
- Stefano De Sando: Giovanni Bellomo
- Sandro Palmieri: Stefano Rossetti
- Sergio Fiorentini: Carmelo Paternò
- Maddalena Maggi: Lucia Giordana
- Sergio Solli: Benedetto De Giovanni
- Marco Basile: Vincenzo Matrone
- Joe Capalbo: Annibale Ruotolo
- Antonio Di Falco: Salvatore Mirante

## Ambientazioni
- L'edificio che ospita il Sant'Andrea è in realtà una scuola abbandonata, situata nel quartiere di Piscinola, in via Nuova Dietro la Vigna.
- Convento di S. Angelo in Palco a Nola.
- Stazioni di Pomigliano d'Arco della ferrovia Circumvesuviana, Marina di Licola della ferrovia Circumflegrea e Piscinola-Secondigliano della linea 1 della metropolitana di Napoli.
- Lungomare Pertini, porto, stazione Gerolomini della ferrovia Cumana e Traversa Napoli, tutte situate nel comune di Pozzuoli.
- Viale della Sibilla a Licola, frazione del comune di Giugliano.
- Via Alessandro Manzoni, via Giovanni Boccaccio, via Francesco Petrarca nel quartiere Posillipo.
- Anfiteatro Flavio.
- Rampe S. Marcellino.
- Galleria Umberto I e Galleria Principe di Napoli.
- Piazzetta del Grande Archivio (centro storico).
- Area ex Italsider nel quartiere Bagnoli.
- Viale Giochi del Mediterraneo, Piazzale Tecchio, Largo Barsanti e Matteucci nel quartiere Fuorigrotta.
- Rione Luzzatti.
- Deposito containers (quartiere San Giovanni a Teduccio).
- Rampe S. Antonio.
- Coppola Pinetamare di Castel Volturno.
- Largo Tarsia.
- Centro direzionale di Napoli e strade limitrofe.
- Via Macello e via Caramanico nel quartiere Poggioreale).
- Cimitero monumentale.
- Via Pedamentina e largo San Martino.
- Pontile del borgo marinari.
- Via Cesario Console.
- Real Albergo dei Poveri.
- Porto di Castellammare di Stabia.
- Casina Vanvitelliana sul lago Fusaro, nell'omonima frazione del comune di Bacoli.

## Chiusura della serie
Mercoledì 5 dicembre 2007 andò in onda sul terzo canale Rai l'ultimo episodio del telefilm, il 221º, la cui trama è collocata cronologicamente 9 mesi dopo il penultimo episodio (il 220º). La decisione di chiudere La squadra fu presa dalle due case di produzione del telefilm: Grundy Italia (oggi non più esistente) e Rai Fiction, nonostante la serie continuasse ad ottenere dei risultati di ascolto molto buoni per la prima serata del terzo canale Rai, nonostante l'attore protagonista Massimo Bonetti si fosse dichiarato disponibile a continuare a girare questa serie, e nonostante le proteste del pubblico pervenute allora nel blog Rai (oggi non più esistente).
Successivamente andò in onda la serie spin-off dal titolo La nuova squadra, serie che aveva mantenuto solamente tre attori de La squadra: Tony Sperandeo, Federico Tocci e Gennaro Silvestro.
Nel corso degli anni successivi alla chiusura, La squadra è stata trasmessa in replica da Rai Premium.